# Connomyia tellinii
Connomyia tellinii là một loài ruồi trong họ Asilidae. Connomyia tellinii được Bezzi miêu tả năm 1906. Loài này phân bố ở vùng nhiệt đới châu Phi.